# Heinäjärvi (Tärendö socken, Norrbotten)
Heinäjärvi är en sjö i Pajala kommun i Norrbotten och ingår i Kalixälvens huvudavrinningsområde.